# Arte abásida
Con el término de arte abásida se hace referencia a la producción artística que tuvo lugar bajo esta dinastía de Califas hasta la llegada de los turcos Selyúcidas a Bagdad, en el año 1055. Tras dicha fecha, si bien la dinastía abásida perdura y encarga algunas obras de arte, se considera que el estilo es diferente, y en este caso se habla ya de arte selyúcida.

## Arquitectura y Urbanismo

### Urbanismo
Los Abásidas dan un fuerte impulso a dos ciudades: Bagdad y Samarra, ambas en el actual Irak. Bagdad se crea prácticamente desde cero, como una ciudad completamente nueva. Actualmente, únicamente se conoce a esta Bagdad antigua a través de los textos, ya que se encuentra bajo la ciudad moderna, lo que hace casi imposible la realización de excavaciones arqueológicas. Se sabe sin embargo que se trataba de una ciudad circular, en la que únicamente residían el califa y sus allegados, al igual que una guarnición militar, mientras que la población en general residía extramuros de la ciudad. En el centro de la ciudad se hallaban en Palacio califal, la mezquita de al-Mansur y los alojamientos para la tropa, a la vez que la muralla contaba con un sistema de fortificaciones fuera de lo común.
Samarra tomó el relevo de Bagdad en los momentos en que los Califas quisieron acercarse a la población de sus dominios. Se trata de un yacimiento inmenso, hoy en un estado de completa ruina, en el que se multiplicaron los palacios edificados con ladrillos.

### Arquitectura
La ciudad de Samarra contaba con dos mezquitas: la mezquita de Abu Dulaf y la Grand Mezquita de Samarra. Ambos edificios están hoy en día en muy mal estado de conservación, pero presentan una interesante característica común: poseen un minarete helicoidal. Sólo se conoce esta misma característica en otro caso, en Egipto, en un monumento de este mismo período: la mezquita de Ibn Tulun. Esta última mezquita, de planta árabe pero que comprende también una ziyada, es decir, una muralla doble, es no obstante mucho menos imponente que las mezquitas de Samarra.
Otro monumento importante es la mezquita de Qayrawan, en el Magreb, concretamente en el actual Túnez. Siempre de planta árabe, posee el más antiguo minbar (púlpito) conservado, y su mirhab es de una particular belleza, estando decorado con losas de brillo metálico.
La decoración de la arquitectura abásida consiste principalmente en estucado. Los arqueólogos distinguen tres estilos, a los que denominan A, B y C. Hay que destacar que los tres estilos tienen importancia destacada también por su influencia en otras artes menores, especialmente en la relativa a los trabajos en madera. La madera se emplea mucho, especialmente en Egipto, y las decoraciones estructurales fabricadas en dicho material retoman los motivos de los estucos de Samarra.

## Objetos

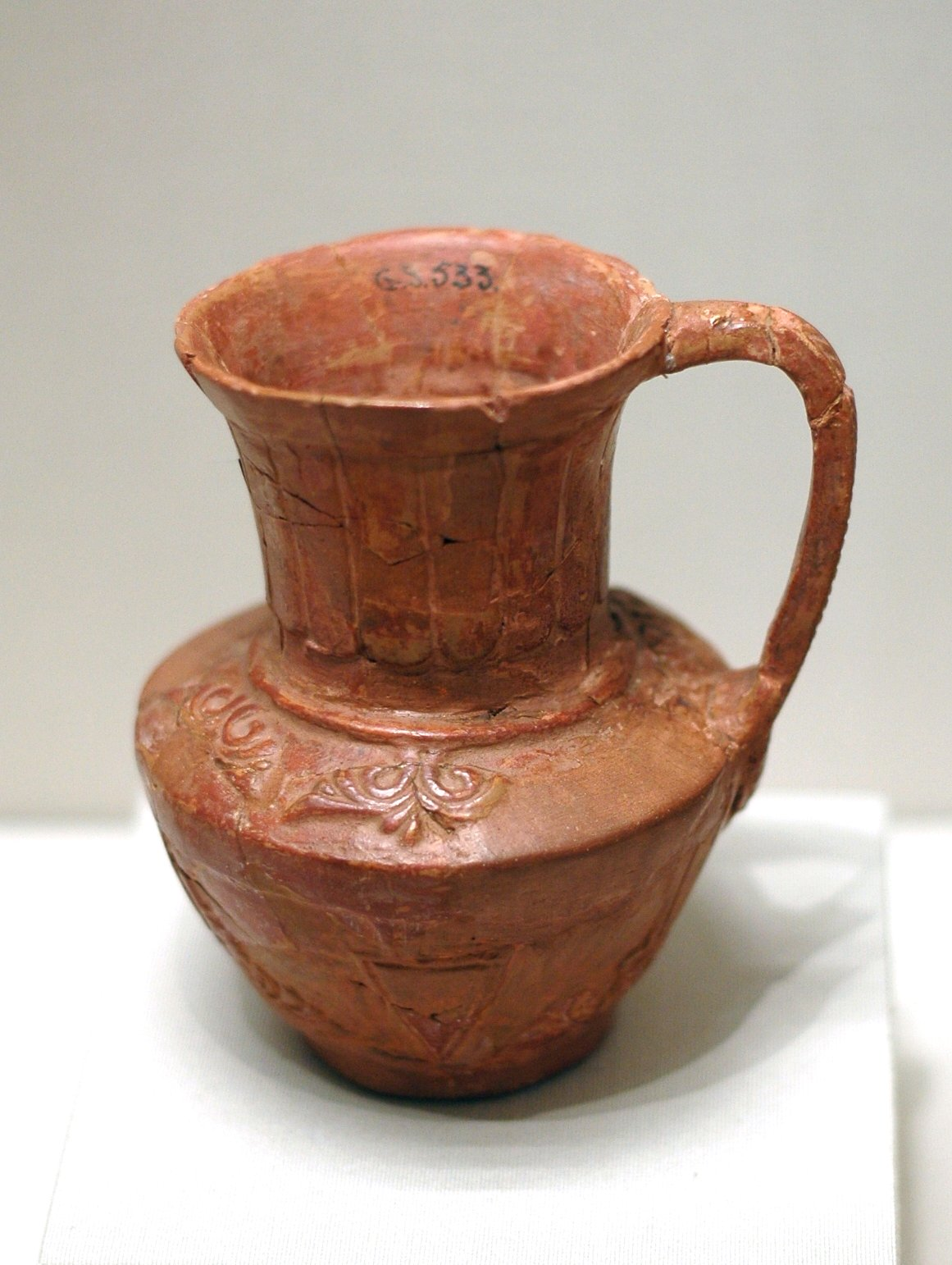
Jarro de loza, siglos VIII o IX, Louvre
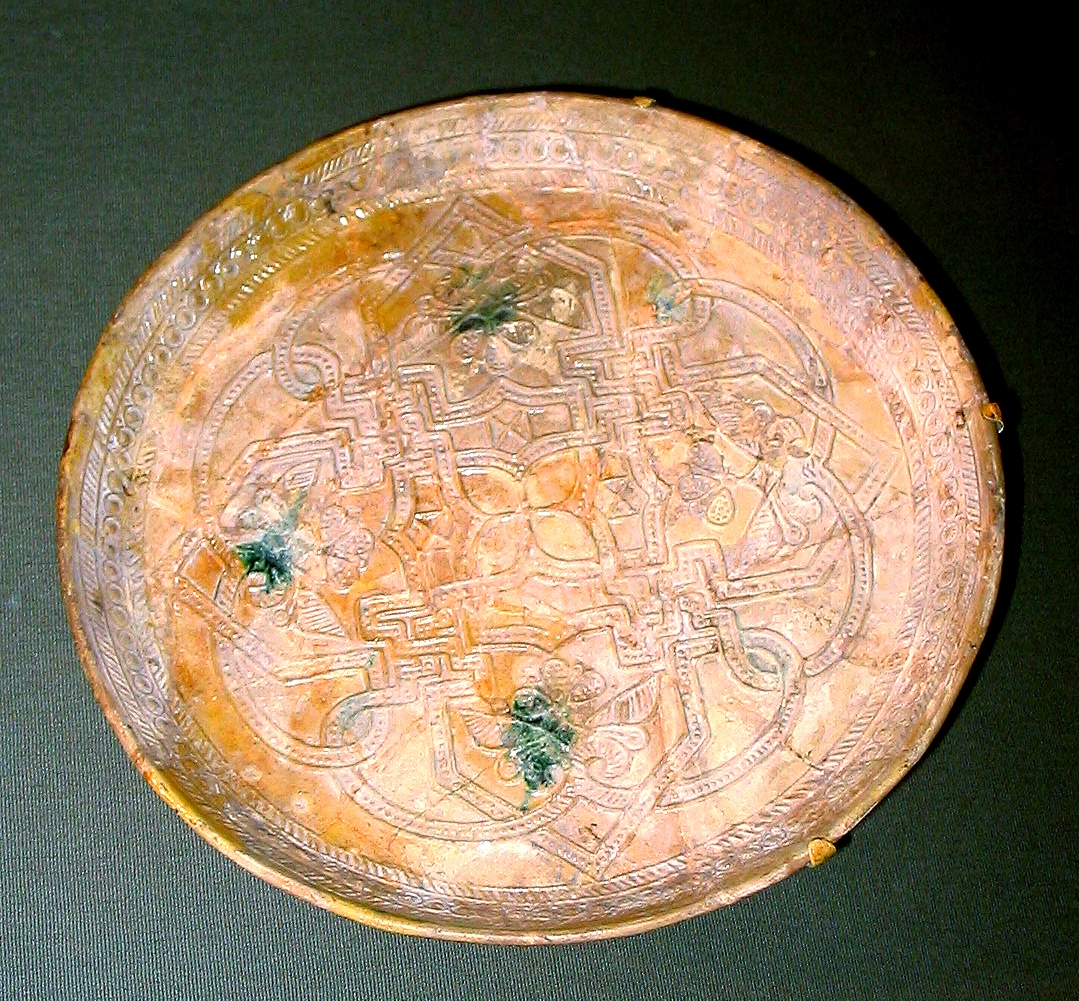
Loza abásida, Irak, siglo IX
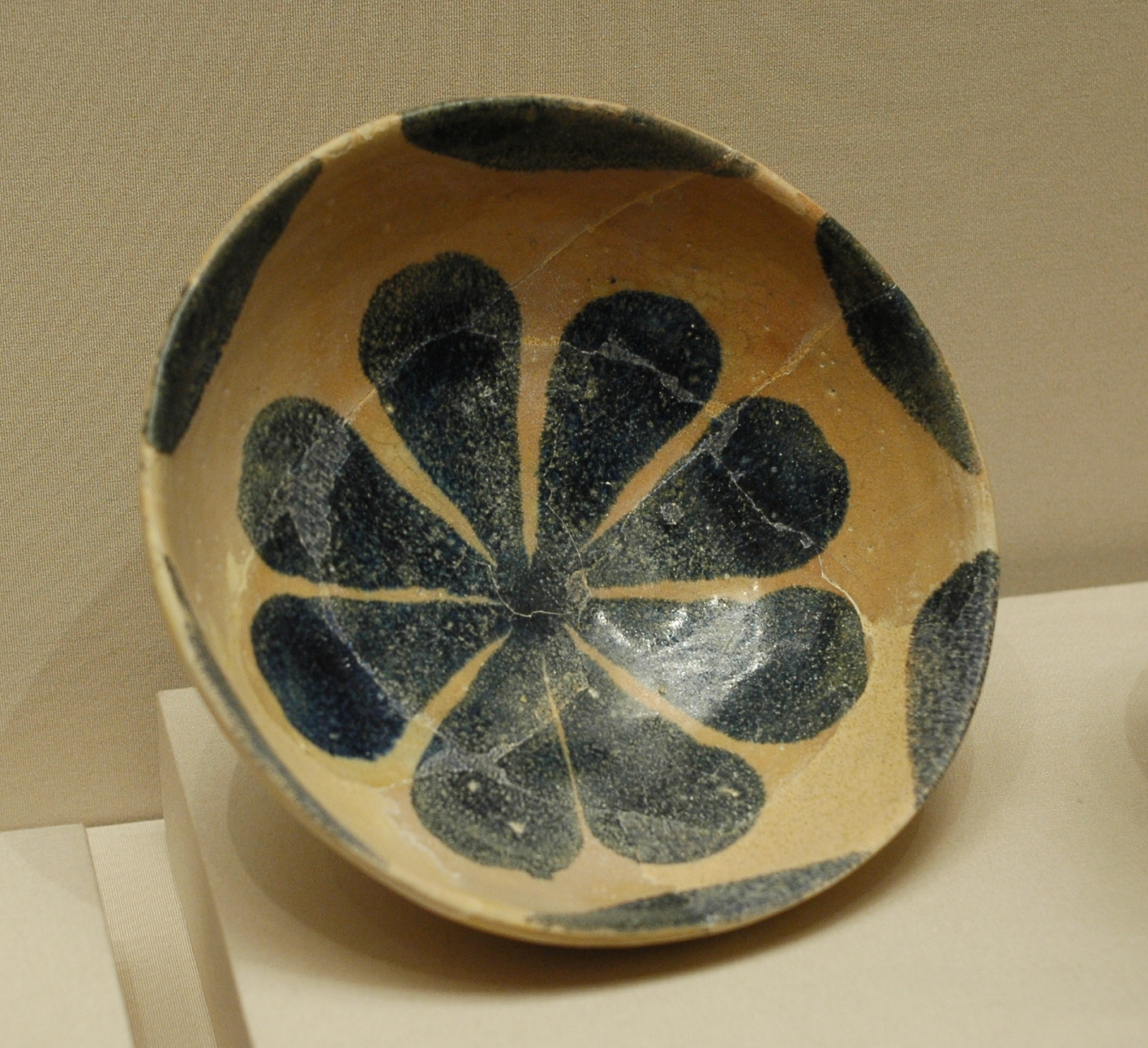
Copa, loza azul y blanca, siglos VIII o IX, Susa (Irán), Louvre
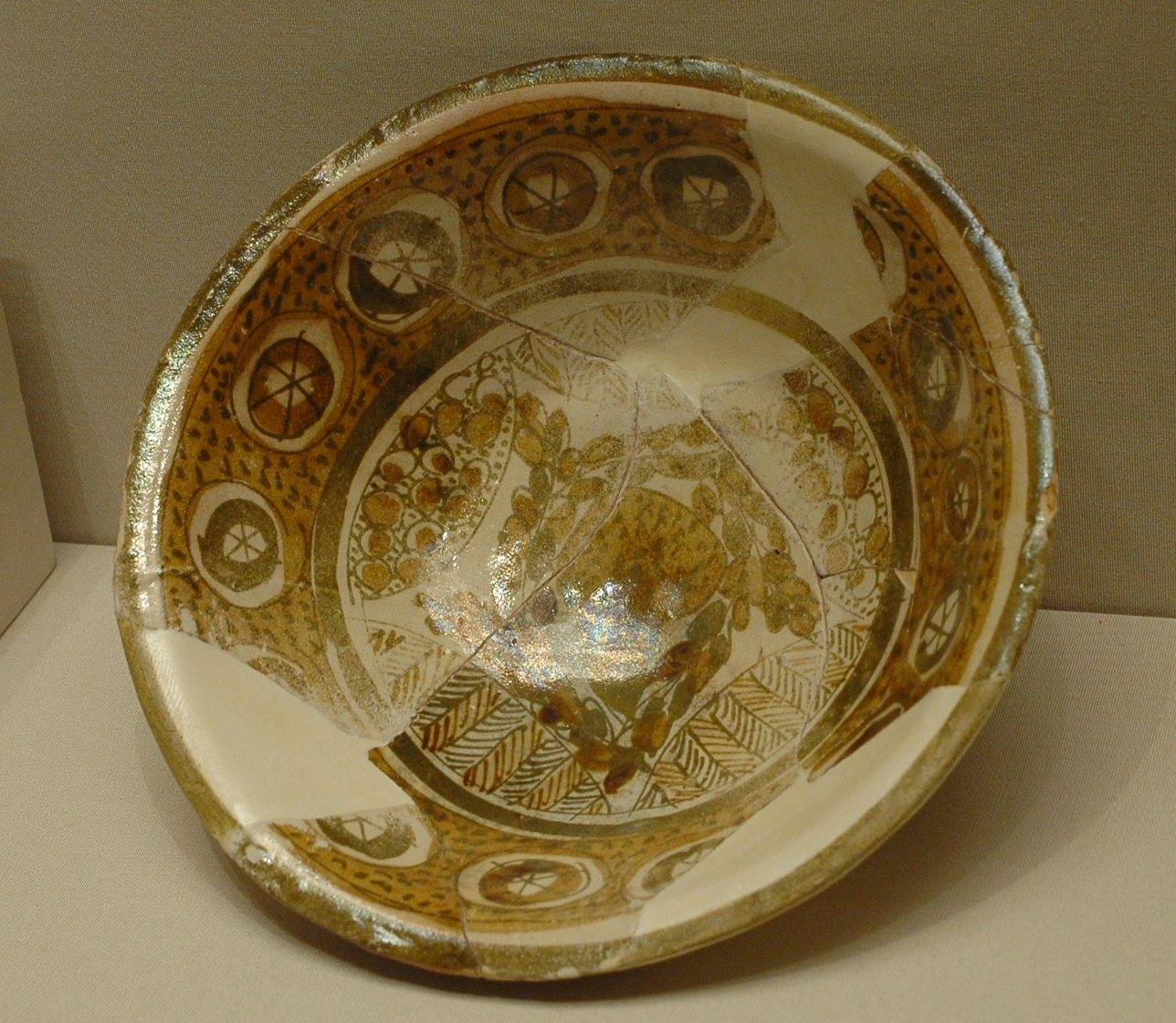
Copa, brillo metálico policromado sobre pasta silícea, siglo IX, Susa (Irán), Louvre

Bajo los abásidas, el arte de la cerámica generó dos grandes innovaciones: la invención de la loza y la del brillo metálico. En los países islámicos, la palabra loza (o porcelana) no designa la misma técnica que en Occidente. Se trata de una cerámica elaborada con pasta arcillosa recubierta de un vidriado, con decoración pintada sobre el vidriado. 
Por lo que respecta al brillo metálico, se trata de una técnica característica del Islam: el alfarero, que ha añadido iones metálicos a la pasta, las transforma, por medio de un sutil juego con el tipo y temperatura de cocción, en metal. Dicho metal queda incrustado en la pieza, formando motivos decorativos destacables por su brillo. El brillo puede adquirir diversas tonalidades, de color chocolate a rojo, pasando por el dorado. En sus inicios, como proeza técnica, era incluso policromo. La misma técnica puede aplicarse al trabajo del vidrio, lo que en esta época se observa en Irak pero especialmente en Egipto.
- Datos: Q479520
- Multimedia: Abbasid art / Q479520